# Beniamino Depalma
Beniamino Depalma C.M. (* 15. května 1941, Giovinazzo) je italský římskokatolický řeholník, kněz a emeritní osobní arcibiskup v Nole.

## Životopis
Beniamino Depalma se stal členem kongregace Lazaristů a jako takový byl v roce 1965 vysvěcen na kněze. Na sklonku roku 1990 jej papež Jan Pavel II. jmenoval arcibiskupem Arcidiecéze Amalfi-Cava de' Tirreni, o několik týdnů později přijal biskupské svěcení. V červenci 1999 byl jmenován biskupem nolánským a směl si pro svou osobu ponechat titul arcibiskupa. Papež František přijal dne 11. listopadu 2016 demisi, kterou podal z důvodu dosažené věkové hranice, a jmenoval jeho nástupce. 
Beniamino Depalma je komturem s hvězdou Řádu Božího hrobu a velkopřevorem jeho místodržitelství v jižní tyrhénské Itálii.